# Намбикварские языки
Намбикварские языки — небольшая языковая семья. Распространена в штате Мату-Гросу в Бразилии. Языки данной семьи нередко считаются диалектами одного языка, хотя взаимопонимание между ними отсутствует.
Язык мамаинде (или северный намбиквара) насчитывает 135 носителей и состоит из 5 диалектов (лаконде, латунде, мамаинде, нагароте и таванде). Язык собственно намбиквара (или южный намбиквара) насчитывает 1150 носителей и состоит из 11 диалектов (среди них Campo, Manduka, Galera и Guaporé). Язык сабане насчитывает всего 60 носителей и не делится на диалекты.
Большинство носителей намбикварских языков — монолингвы, но некоторые молодые люди говорят на португальском языке. Носители языка сабане обычно владеют также португальским и мамаинде.